# 이헌복
이헌복(1943년 1월 27일~)은 대한민국의 정치인이다. 제6대 인천광역시 남동구청장(민선 2기, 1998~1999)을 지냈다.

## 역대 선거 결과
|  | 30.6% |

|  | 23.60% |

|  | 35.89% |

| 전임 김용모 (권한대행)박정남 | 제6대 인천광역시 남동구청장 1998년 7월 1일~1999년 11월 27일 | 후임 (권한대행)허준성 윤태진 |